# Federación (1835)
La goleta Federación fue un buque de la Armada Argentina partícipe de las guerras civiles en tareas de apoyo logístico.

## Historia
Se carece de antecedentes del buque hasta el 18 y 19 de mayo de 1835, fecha en que la Capitanía del Puerto de Buenos Aires instruyó a su comandante José María Pinedo para un efectuar un viaje a Bahía Blanca y Carmen de Patagones.
Una vez finalizada la misión, regresó al Río de la Plata en junio de ese mismo año.
El 25 de enero de 1839 aparecen referencias a su uso como pontón del Resguardo de Buenos Aires pasando en esa fecha a la Capitanía de Puerto para que dispusiera su venta en remate.